# Желівка

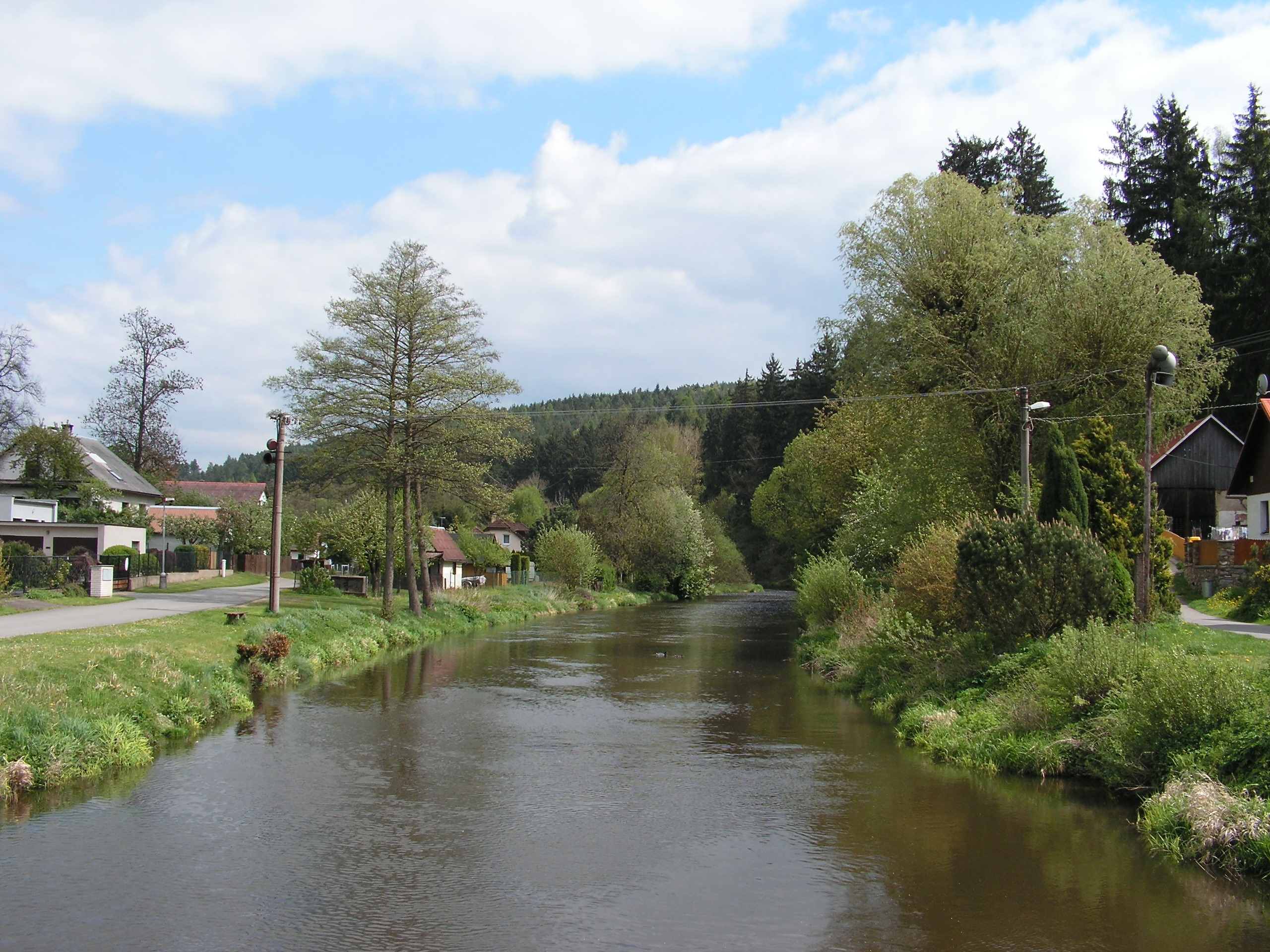
Річка в Желіві

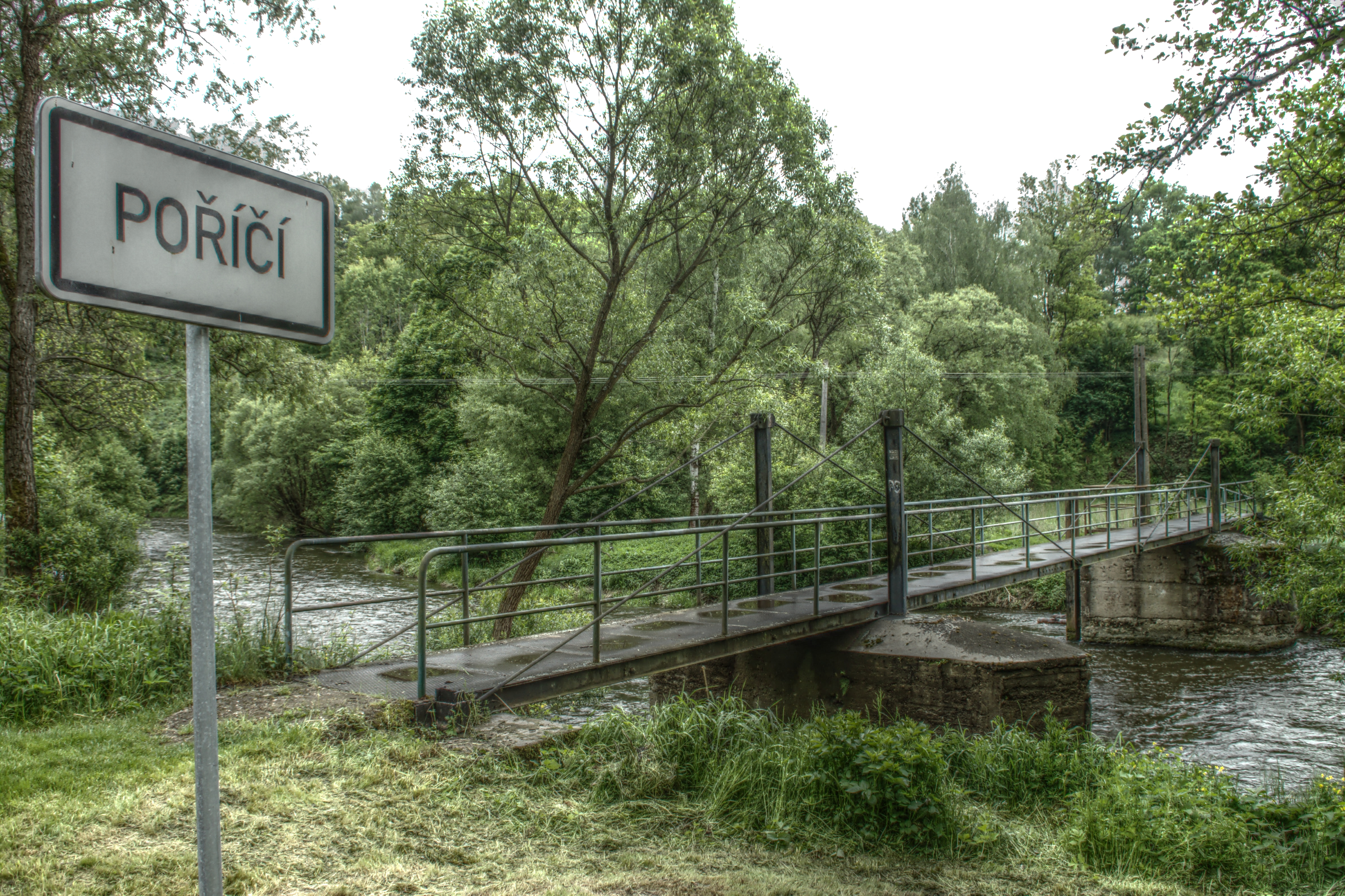
Желівка в Порічі

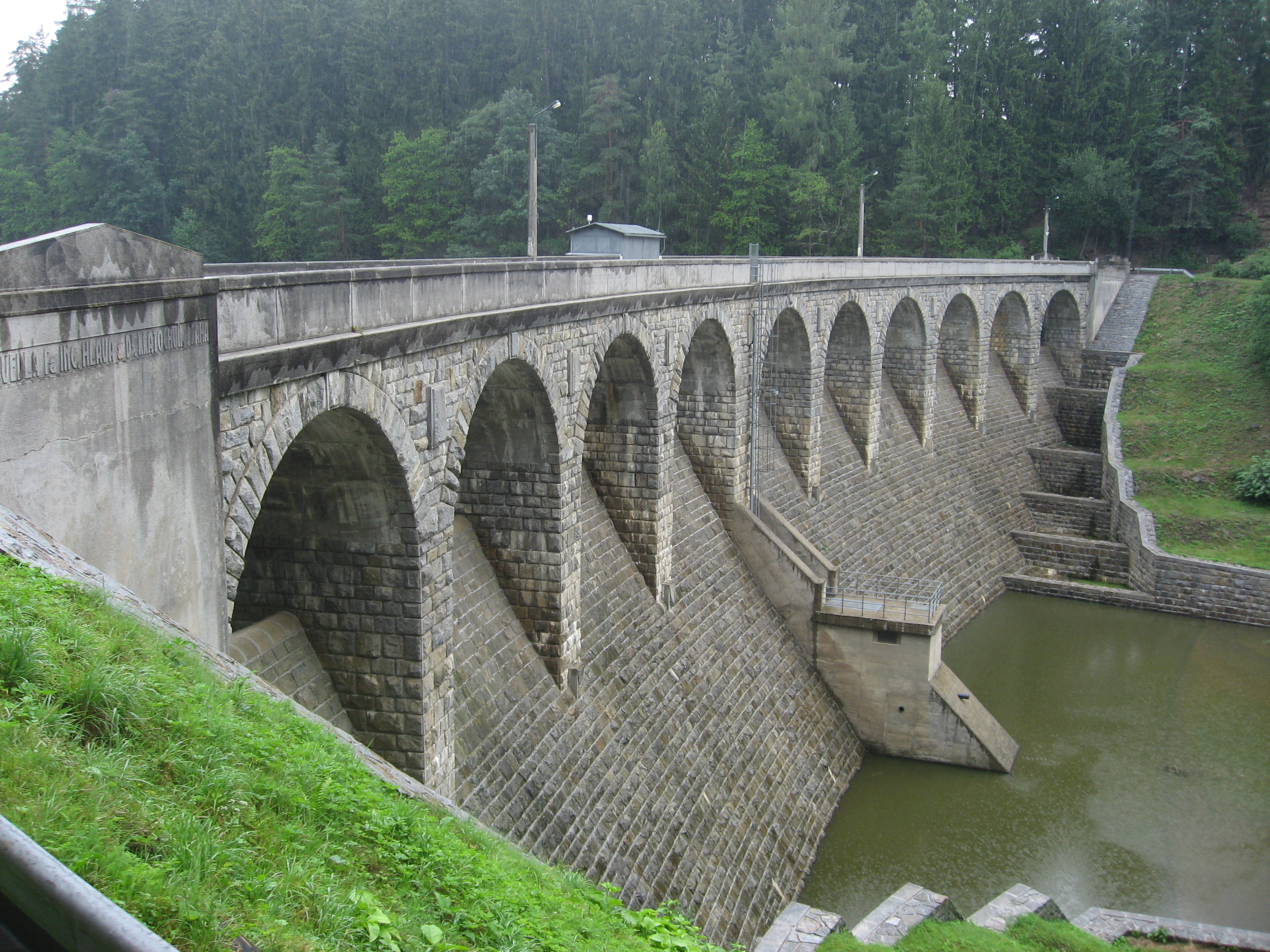
Гребля в Седліце на Желівці

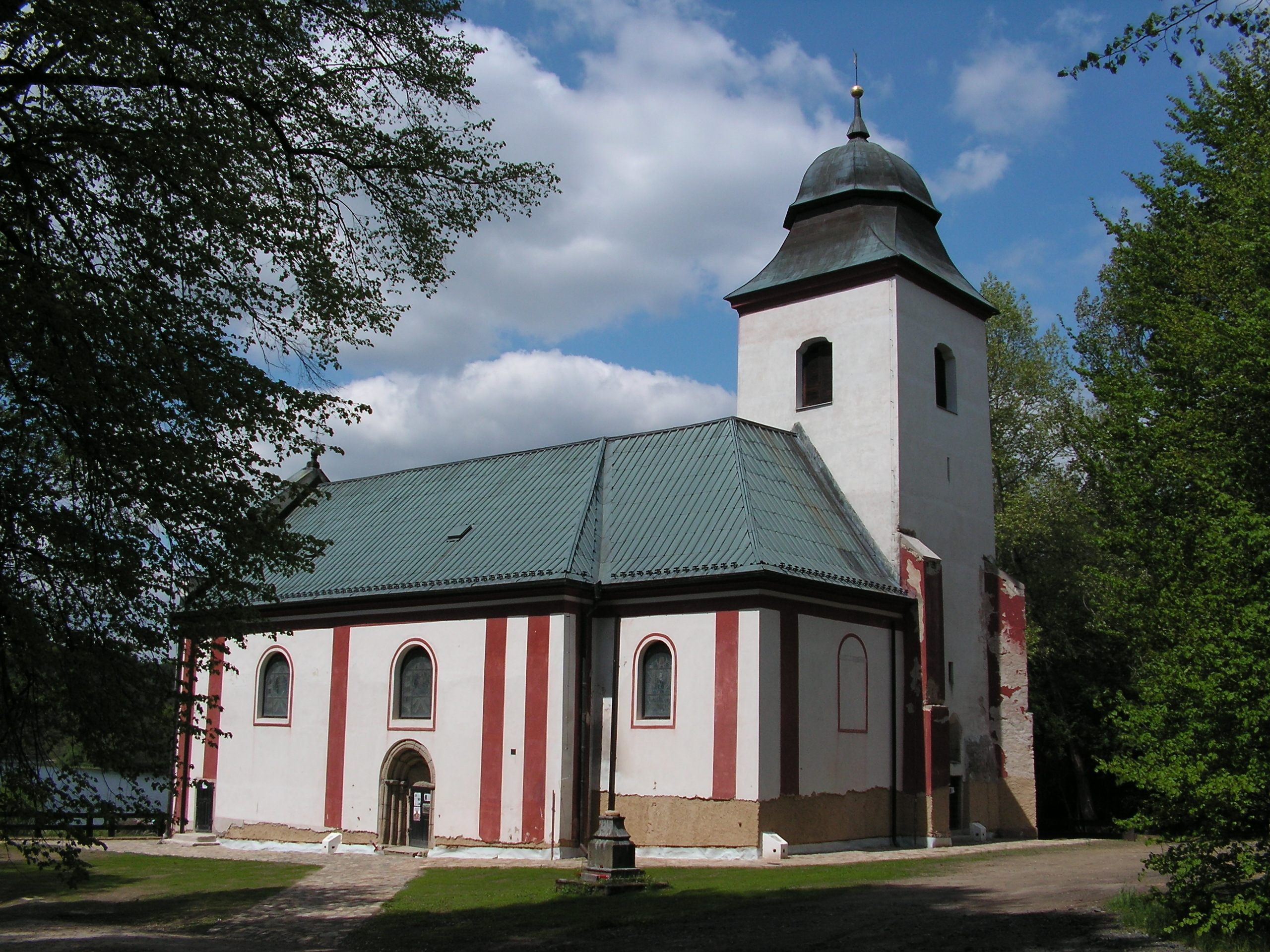
Костел святого Віта в затопленій Заградці

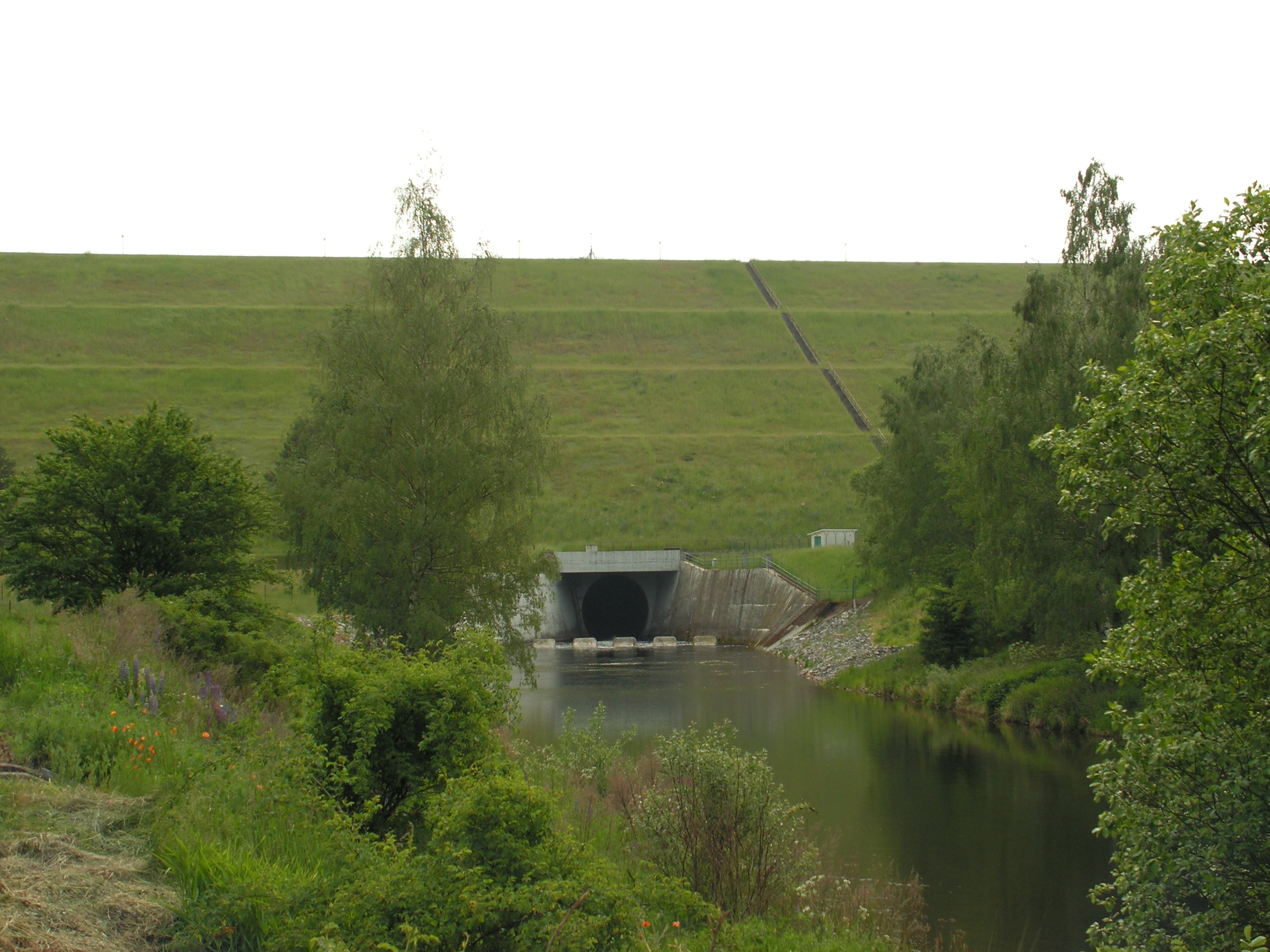
Гребля водосховища Желівка-Швігов

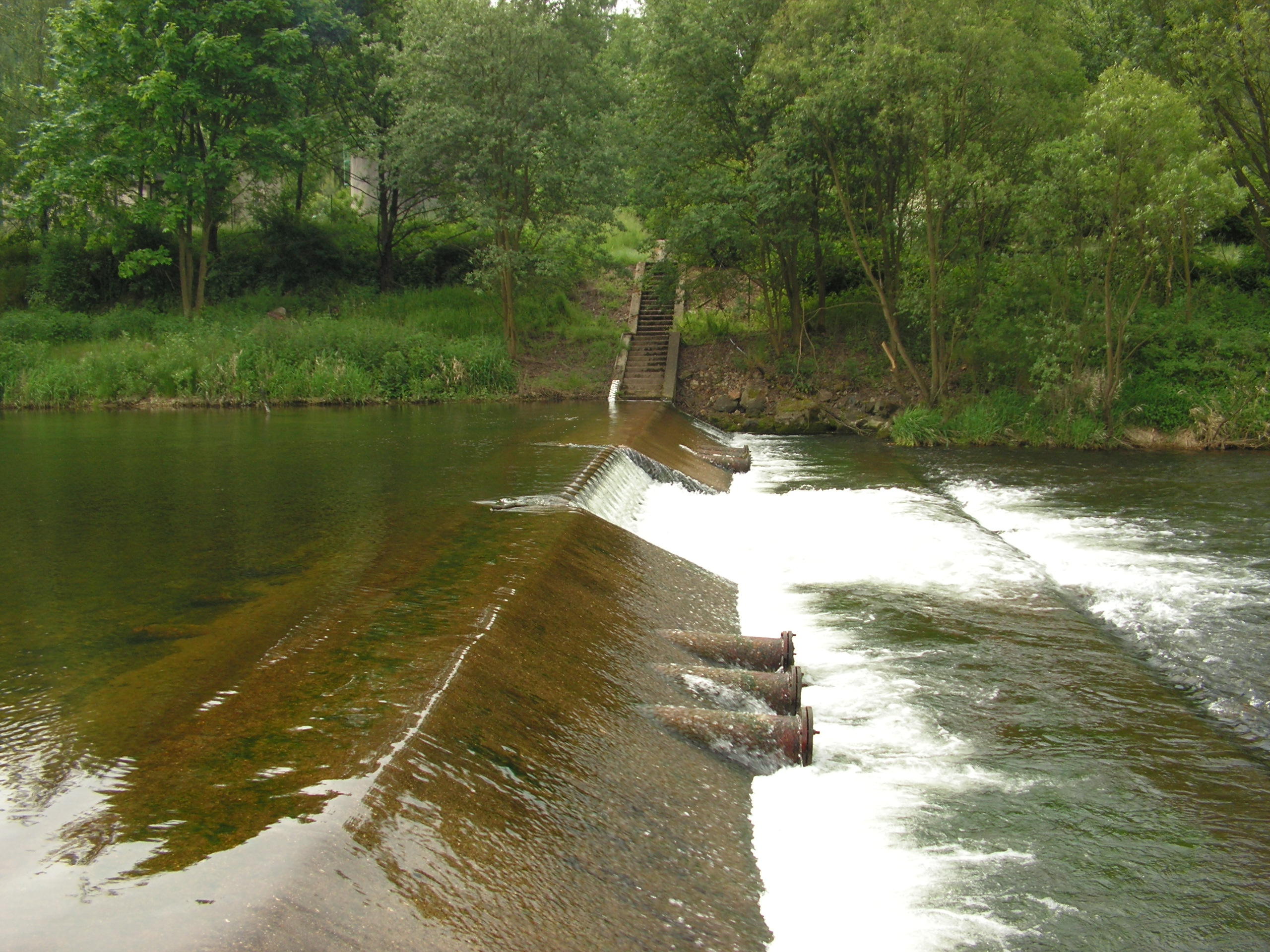
Профіль Несмнєржице

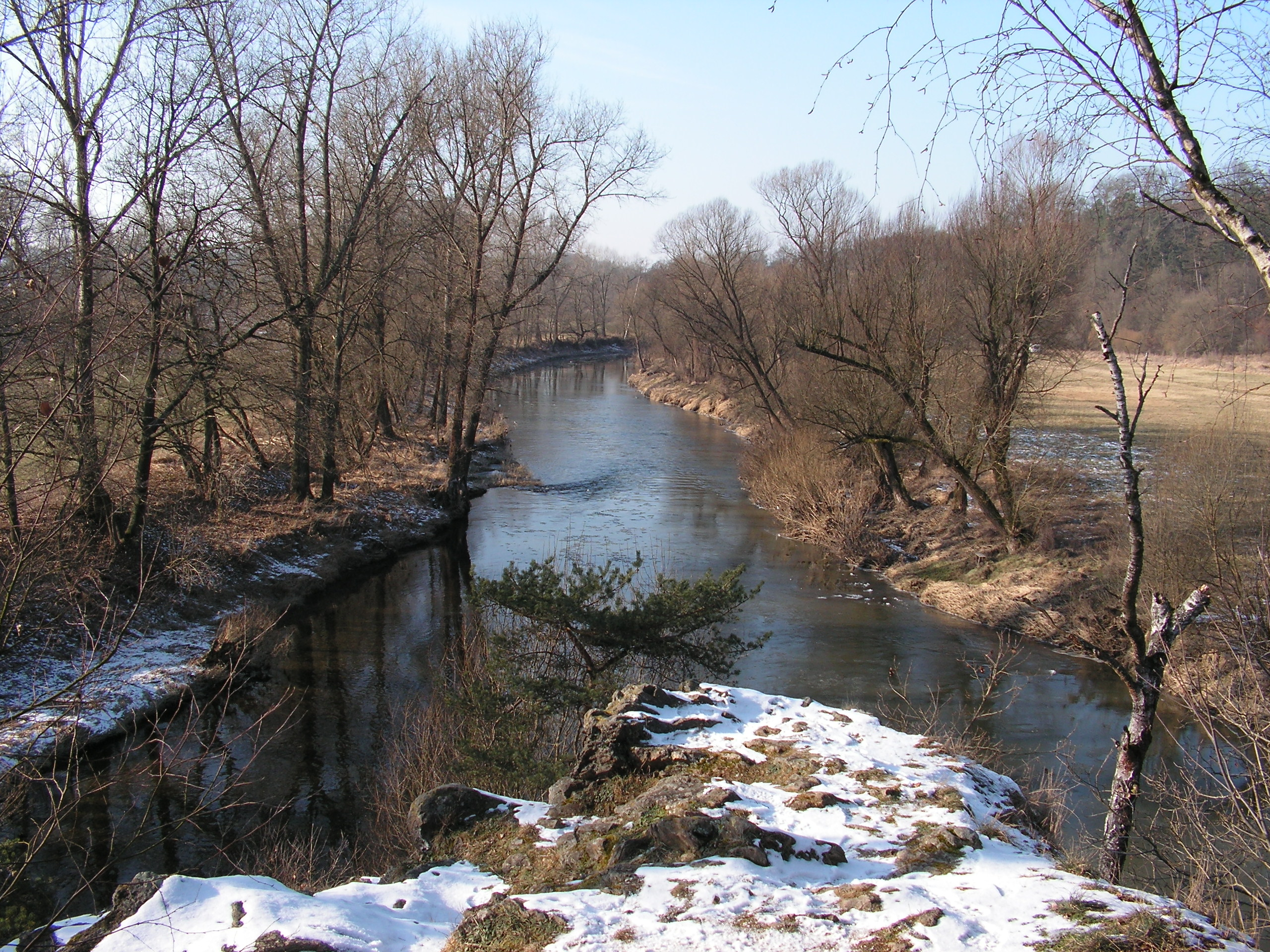
Злиття Желівки та Сазави

Желівка (чеськ. Želivka, нім. Zeliwka) — річка в округах Пельгржимов та Гавличкув-Брод у Краї Височина та в округах Бенешов та Кутна Гора в Середньочеському краї. Це ліва і, загалом, найбільша притока річки Сазава. У середні віки Желівка називалася Сазава, пізніше Сутицька або Заградецька річка, але її нинішня назва Желівка зустрічається лише в 16 столітті та походить від Siloe як позначення Желівського монастиря. Верхня течія до впадіння в Янковський потік над водосховищем Седліце згадується як Гейловка. Річка відома своєю чистотою, якістю води та є важливим джерелом питної води. Довжина потоку разом з витоком Гейловки становить 103,89 км, з яких 40 км припадає на річку Гейловка. Площа вододілу річки Желівка становить 1188,4 км².

## Хід течії
Джерела, такі як Гейловка, розташовані на південний схід від села Власеніце-Дрбоглави, на Ческоморавській височині, приблизно за 10 км на південь від Пельгржимова. Точніше, джерело річки лежить під пагорбом Букова (702 м), на висоті 677,3 м, на межі кадастрів Мезна та Частров. Річка спочатку тече відкритою долиною в північному напрямку. На захід від Пельгржімова, біля Власеніце, зліва приймає потік Цереквіцький, який витікає з Нової Церекви. Річка впадає в лісистий ландшафт, її течія повертає на північний схід. На північ від Пельгржімова, поблизу Красіковіце, його течія підсилюється Білою, що впадає справа. Від дамби Седлицького водосховища (річк. км 63) річка вже називається Желівка. Крім того, річка зберігає переважно північно-західний напрямок. Біля Желіви вона зліва приймає свою найбільшу притоку, річку Трнава. Приблизно після ще 10 км течії, його води на позначці 39,1 км розповсюджуються через важливе водосховище Швигов (відоме в народі Желівка), дамбу якого було побудовано на його 4,29 річковому кілометрі протягом 1965–1975 років. З цього водосховища питна вода постачається до Праги, а також до інших міст Середньочеського краю та краю Височина. Після ще чотирьох кілометрів течії Желівка впадає зліва в Сазаву на її 98,8 річковому кілометрі біля Соутіце на висоті 318,1 м.

### Найбільші притоки
Найбільшою притокою Желівки за довжиною течії, площею водозбору та стоком є річка Трнава. Середня густота річкової мережі Желівка становить 1,24 км².. Всього в басейні Желівки 1288 водотоків довжиною до 1 км і 360 водотоків довжиною від 1 до 10 км. Всього в басейні є п'ять потоків довжиною від 10 до 20 км. Інші п'ять водотоків мають довжину від 20 до 40 км. У басейні річки є один водотік довжиною від 40 до 60 км.

## Водний режим
Желівка, як і Сазава, належить до водотоків високогірно-низинної території. Взимку і навесні стікає понад 60% річного стоку. Середня витрата Желівки в Сутиці біля гирла становить 3,91 м³/с
Середньомісячні витрати Желівки на станції Несмержіце в 2014% році:
Основні профілі:

| місце    | річний кілометр | площа басейну | стік (Qa) | сторічний пік (Q100) | коментар                      |
| -------- | --------------- | ------------- | --------- | -------------------- | ----------------------------- |
| Чаковіце | 81,75           | 121,20 км²    | 0,85 м³/с | 57,0 м³/с            | –                             |
| Желів    | 55,10           | 431,46 км²    | 2,80 м³/с | 157,0 м³/с           | –                             |
| Поржичі  | 50,50           | 779,74 км²    | 4,98 м³/с | 240,0 м³/с           | –                             |
| Туклеки  | 48,00           | 792,08 км²    | 5,05 м³/с | 244,0 м³/с           | –                             |
| Соутіце  | 1,10            | 1186,69 км²   | 3,91 м³/с | 318,0 м³/с           | впадіння у водосховище Швігов |

M-денний стік у гирлі:
| M (дні)  | Q30  | Q60  | Q90  | Q120 | Q150 | Q180 | Q210 | Q240 | Q270 | Q300 | Q330 | Q355 | Q364 |
| -------- | ---- | ---- | ---- | ---- | ---- | ---- | ---- | ---- | ---- | ---- | ---- | ---- | ---- |
| Q (м³/с) | 16,3 | 11,1 | 8,44 | 6,75 | 5,54 | 4,59 | 3,82 | 3,17 | 2,59 | 2,06 | 1,52 | 0,99 | 0,63 |

N-річний стік в  Чаковіце:
| N (роки) | Q1   | Q5   | Q10  | Q50  | Q100 |
| -------- | ---- | ---- | ---- | ---- | ---- |
| Q (м³/с) | 12,0 | 23,0 | 30,0 | 48,0 | 57,0 |

N-річний стік в Желіві:
| N (роки) | Q1   | Q5   | Q10  | Q50   | Q100  |
| -------- | ---- | ---- | ---- | ----- | ----- |
| Q (м³/с) | 32,0 | 67,0 | 85,0 | 133,0 | 157,0 |

N-річний стік в Поржичах:
| N (роки) | Q1   | Q5    | Q10   | Q50   | Q100  |
| -------- | ---- | ----- | ----- | ----- | ----- |
| Q (м³/с) | 49,0 | 103,0 | 131,0 | 204,0 | 240,0 |

N-річний стік в Соутіце:
| N (роки) | Q1   | Q5    | Q10   | Q50   | Q100  |
| -------- | ---- | ----- | ----- | ----- | ----- |
| Q (м³/с) | 72,0 | 144,0 | 180,0 | 274,0 | 318,0 |

### Вплив водосховищ
На водний режим Желівки суттєво впливають греблі водосховищ у її водозбірній зоні, головним чином управління гідровузлом Желівка-Швігов. Середня багаторічна витрата (Qa) у гирлі (без впливу водосховища Швігов) становить 6,98 м³/с. З цієї кількості в середньому 2,5 м³/с води наразі перенаправляється у водопровідну мережу, якої в Сазаві немає. Це зниження особливо помітно в літні місяці.
Таблиця: Порівняння середньорічних стоків (QRO/QRN) із довгостроковим середнім стоком Желівки в профілях Сутіце та Несмнєржице (Qa 1931–1980) (під впливом відбору проб на водосховищі Желівка-Швігов)
| рік  | профіль    | річний км | Qa        | QRO       | QRN        | ZPR       |
| ---- | ---------- | --------- | --------- | --------- | ---------- | --------- |
| 2005 | Соутіце    | 1,05      | 6,97 м³/с | 5,18 м³/с | 8,68 м³/с  | 3,50 м³/с |
| 2006 | Соутіце    | 1,05      | 6,97 м³/с | 8,63 м³/с | 11,75 м³/с | 3,12 м³/с |
| 2007 | Несмержице | 4,00      | 6,93 м³/с | 2,50 м³/с | 6,03 м³/с  | 3,53 м³/с |
| 2008 | Несмержице | 4,00      | 6,93 м³/с | 2,19 м³/с | 4,88 м³/с  | 2,69 м³/с |
| 2009 | Несмержице | 4,00      | 6,93 м³/с | 3,26 м³/с | 6,97 м³/с  | 3,71 м³/с |
| 2010 | Несмержице | 4,00      | 6,93 м³/с | 7,62 м³/с | 10,86 м³/с | 3,24 м³/с |
| 2011 | Несмержице | 4,00      | 6,93 м³/с | 3,84 м³/с | 6,80 м³/с  | 2,96 м³/с |
| 2012 | Несмержице | 4,00      | 6,93 м³/с | 2,87 м³/с | 5,38 м³/с  | 2,51 м³/с |
| 2013 | Несмержице | 4,00      | 6,93 м³/с | 6,53 м³/с | 9,08 м³/с  | 2,55 м³/с |
| 2014 | Несмержице | 4,00      | 6,93 м³/с | 1,14 м³/с | 3,52 м³/с  | 2,38 м³/с |

- Qa – середній багаторічний стік
- QRO – середньорічний (виміряний) стік
- QRN – середньорічна незмінна (реконструйована) витрата
- ZPR – зміна швидкості потоку (різниця між QRO та QRN)

### Водосховища басейну Желівки
- Нємчице
- Седліце
- Трнавка
- Вржеснік
- Желівка-Швігов

### Автомобільні мости в Гейлівці
- 11253-1 – в Устрашині (1911)
- 34-028 – між Ондржейовим та Устрашиним (1938)
- 03414-1 – у Власенице (1904)
- MK (раніше I/19) – під Дубовіцями
- 34-060 a 34-061 (один міст затоплений) – Ліпіцька долина (1939) та (1961)
- 112-049 – під Бачовицями (1840)
- 12925-2 – мід Красіковцями та Побистрицями (1955)
- MK u Prokopova mlýna – між Свеправіцями та Койчицями

## Млини
Млини в порядку течії річки:
- Млин Ходеч (чеськ. Mlýn Chod) – Становіце 34, Нова Церекев, округ Пельгржимов
- Кластерний млин – Желів, округ Пельгржимов, культурна пам'ятка